# Manuel Caballero (periodista)
Manuel Caballero (Tequila, 1849 - Ciudad de México, 4 de enero de 1926) fue un periodista, escritor y poeta mexicano. Es considerado el primer reportero de México, y fue quien introdujo el sentido sensacionalista a las noticias durante el porfiriato.

## Trayectoria
Caballero estudió Derecho en Guadalajara, pero no concluyó sus estudios. Una vez en la Ciudad de México, se desenvolvió en diferentes géneros periodísticos, tales como artículo de opinión, artículos, crónicas y boletines. Trabajó como redactor en El Siglo Diez y Nueve, El Monitor Republicano, El Federalista y La Época.

## Publicaciones
Caballero fundó y dirigió varios periódicos, entre los que se encuentran:
- El Noticioso, 1878
- La Gaceta Electoral, 1880
- El Eco Universal, 1880
- El Mercurio Occidental, 1889, en Guadalajara.

## Muerte
Falleció el 4 de enero de 1926. En su honor, ese día se celebra en México el Día del Periodista.